# Literatura infantil y juvenil
Literatura infantil y juvenil expresión artística se puede usar en ficciones como en farsas, de las etapas infantiles y juveniles. Estos recursos van desde elementos de la oralidad trasladados al lenguaje escrito hasta recursos gráficos o tramas cercanas a la realidad de las etapas de infancia y adolescencia. Como su mismo nombre indica, se subdivide en literatura infantil y literatura juvenil. Aunque este último concepto de literatura juvenil se utiliza y analiza con menor frecuencia, se trata de grupos de edad diferenciados, a los que se ofrecen temas, estilos, formas narrativas y puntos de vista diferentes. En los estudios académicos y la red en español el conjunto se designa habitualmente con la abreviatura LIJ (por ejemplo en la revista CLIJ).

## Historia
En la Edad Media y el Renacimiento, el acceso a los libros era muy limitado, y aquellos que podían llegar a los niños más afortunados tienen poco que ver con lo que hoy entendemos por libro infantil. Se trataban de abecedarios, silabarios, catones (estos contenían frases completas) y bestiarios. Lejos de relatar historias de aventuras, incluían lecciones morales que reflejaban las creencias religiosas de la época.
Con la llegada y popularización de la imprenta, fueron editándose historias para niños hasta entonces difundidas mediante la tradición oral. Junto con la traducción de las Fábulas de Esopo, alcanzó gran popularidad en España el Fabulario de Sebastián Mey (1613), en el que reunió 57 fábulas y cuentos que concluyen con una lección moral. Mención aparte merecen Charles Perrault y sus Cuentos de antaño (1697). Entre las leyendas célticas y los relatos populares franceses e italianos que recopiló, encontramos clásicos como Cenicienta, El Gato con Botas, Caperucita Roja y Pulgarcito.

Conforme aparecieron novelas ligeras de aventuras, la atención por la lectura infantil fue en aumento. Dos ejemplos clásicos son Robinson Crusoe 
(1719) y Los viajes de Gulliver (1726), ambas escritas para adultos pero recomendadas con el paso del tiempo también para niños. Superada la faceta exclusivamente didáctica de los libros infantiles, fue tomando forma la idea de que el niño no es un adulto en miniatura, sino que tiene una concepción diferente del mundo y la lectura, a la que había que adaptarse.
"A mediados del S.XVIII ya puede hablarse de un mercado de específico de libros para niños, sobre todo en Inglaterra, donde la producción alcanzaba elevadas cifras. El buhonero que vendía sus obras de pueblo en pueblo dio paso a comerciantes estables que pretendían cubrir las demandas de un público cada vez más interesado en la compra de libros."
A principios del siglo XIX, la corriente del romanticismo propició el auge de la fantasía. De esta época datan dos iconos de la literatura infantil, de gran talento literario. Por un lado, los hermanos Jacob y Wilhelm Grimm que, desde Blancanieves hasta La bella durmiente, popularizaron muchos de los personajes más famosos hoy en día gracias a sus Cuentos para la infancia y el hogar (1812-1815). No fue menos trascendente la aportación de Hans Christian Andersen, Cuentos para niños (1835), caracterizada por su sensibilidad a la hora de esculpir a personajes tan dispares como La sirenita y El patito feo. La editorial Saturnino Calleja, creada en 1876, fue la que divulgó las mejores piezas de literatura infantil en España gracias a los denominados “Cuentos de Calleja“, que contaban con la colaboración de los mejores ilustradores de la época.
"Esta vertiente fantástica fue también cultivada por otros escritores que incorporaron su propio estilo. Así ocurrió con Ernst Teodor Amadeus Hoffman (1776-1822); añadió a sus historias elementos sobrenaturales, muchos de ellos relacionados con el mundo de los sueños". En el cascanueces y el rey de los ratones, Hoffman se anticipó a una realidad psicológica que luego estudiarían científicos como Piaget: la dificultad de los niños para diferenciar entre lo físico y lo psíquico. En la actualidad este cuento es considerado por los historiadores alemanes como un clásico, prototipo de las historias fantásticas para niños.
Si diversos escritores decimonónicos como Oscar Wilde, Mark Twain, Rudyard Kipling, Robert Louis Stevenson, Jules Verne y E.T.A. Hoffmann ya coquetearon con el género, sería en el siglo XX cuando la literatura infantil adquiriría su completa autonomía y madurez. La psicología y los intereses del niño serían tenidos en cuenta para trazar personajes y tramas mucho más elaboradas, que evolucionan a lo largo de la historia. La lista de clásicos infantiles no tendría fin, y podría estar encabezada por libros tan conocidos como Peter Pan, Mary Poppins, El principito, Las crónicas de Narnia, Charlie y la fábrica de chocolate y La historia interminable. Aventuras todas ellas a años luz de las fábulas del siglo XVII, pero que quizá no habrían nacido de no ser por aquellas.''

## Importancia de la literatura infantil y juvenil
Para 2004, la Dirección General del Libro, Archivos y Bibliotecas de España calcula que se editaron 77.367 libros, 8.722 de los cuales correspondían a obras infantiles y juveniles. Se trata, por tanto, de un 11,2% del total. También en 2004, cerca del 40% son traducciones (incluyendo un 26,4% de este total, como traducciones del castellano a otras lenguas del estado).
,

## Los niños también crean sus cuentos y adivinanzas
En colegios también los alumnos realizan sus propios libros 

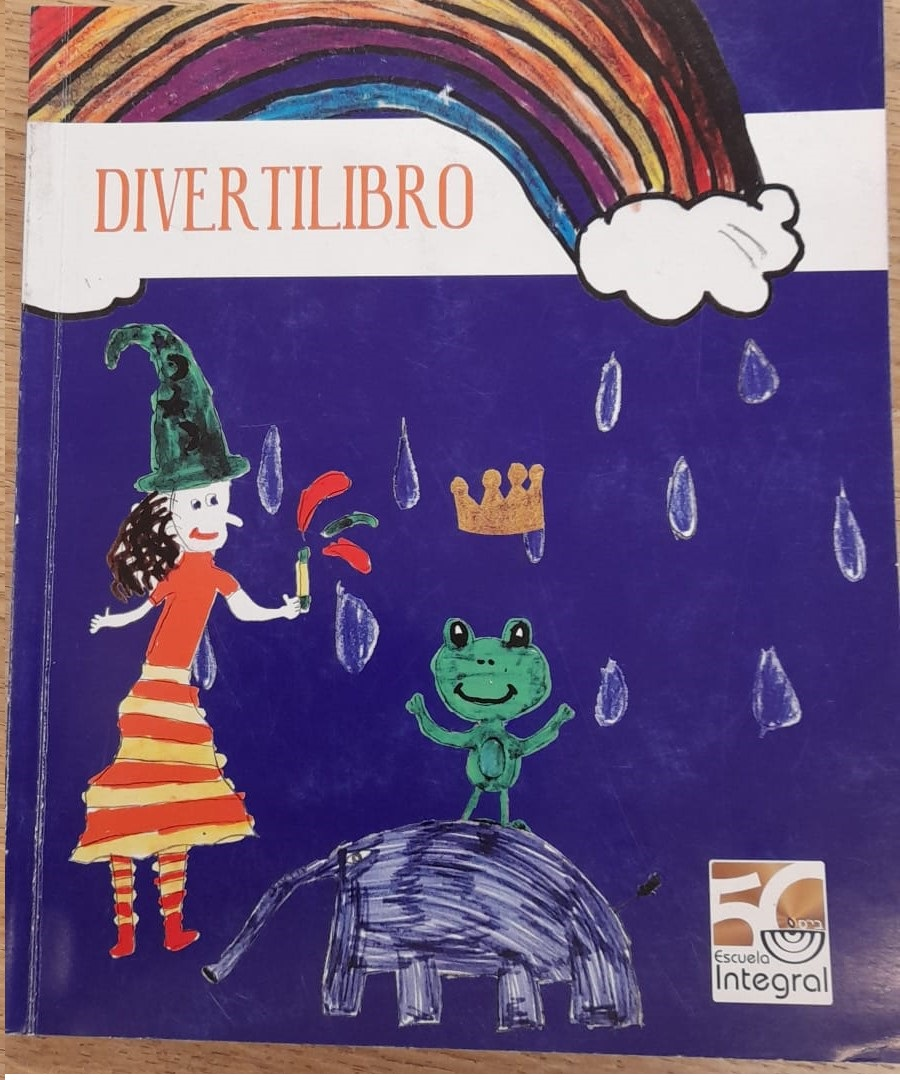
Libro creado por los alumnos de la Escuela en 2012

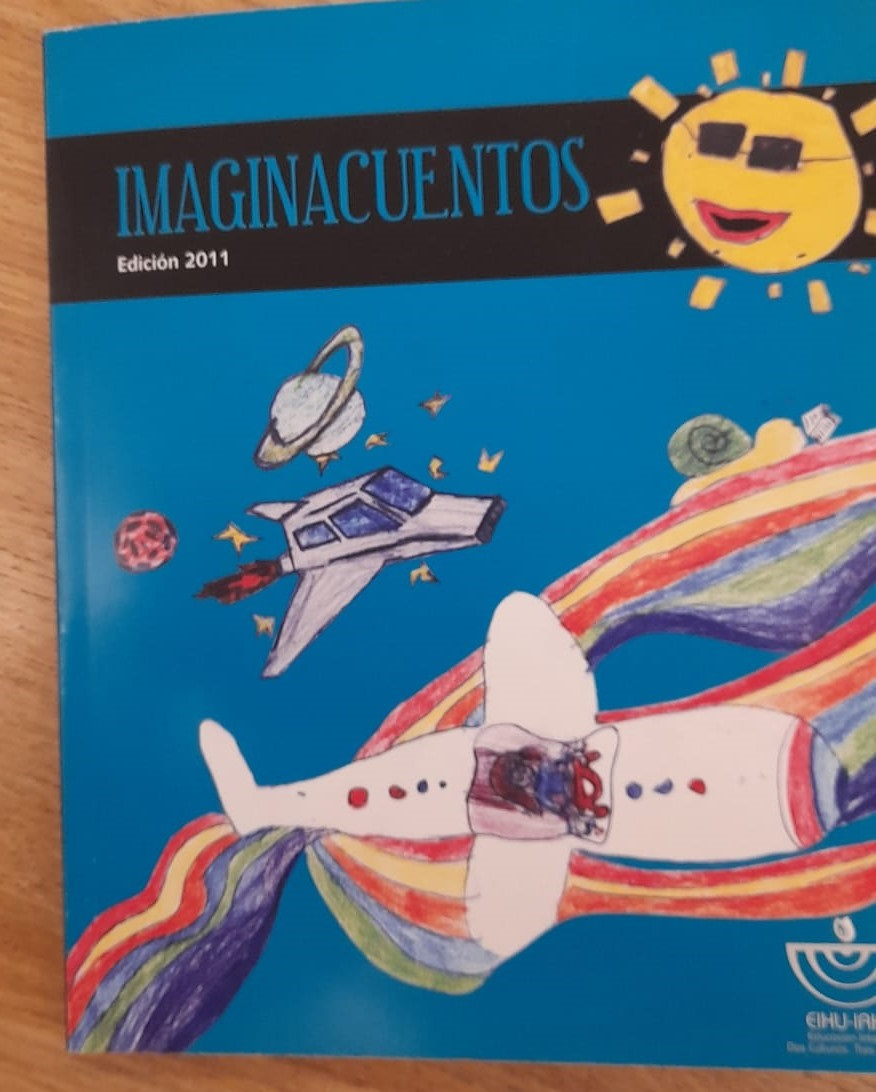
Imaginacuentos